# Aristolochia lutea
Aristolochia lutea là một loài thực vật có hoa trong họ Aristolochiaceae. Loài này được Desf. mô tả khoa học đầu tiên năm 1807.